# كأس السوبر اللاتفي 2013
بطولة كأس السوبر اللاتفي 2013 هي النسخة الأولى من بطولة كأس السوبر اللاتفي، لعب يوم 9 مارس 2013 في ملعب سيلتنكس، بين فريق داوغافا الفائز بالدوري وفريق سكونتو الفائز بكأس لاتفيا. وقد انتهت المباراة بفوز داوغافا بالمباراة بنتيجة 4–1 ليحصد لقبه الأول في تاريخ البطولة.

## التفاصيل
| داوغافا                                                                                                   | 4–1 | سكونتو                       |
| --- | --- | ---------------------------- |
| ستانلي 18' (ضربة رأس) · إبراهيم 23' (بالقدم اليمنى) · بيترسونز 32' (بالقدم اليمنى) · جوزيف 69' (ضربة رأس) |     | إيفانوفس 79' (بالقدم اليمنى) |

| داوغافا | سكونتو |

| الحكام المساعدون: فاسيليس بواتواشس إيغورس تاغييفس الحكم الرابع: إيفارس | قوانين المباراة - 90 دقيقة. - 30 دقيقة من الوقت الإضافي إذا لزم الأمر. - ركلات جزاء ترجيحية إذا استمرت النتيجة متعادلة. - سبعة لاعبين بدلاء يتم تسجيل أسمائهم. - يمكن استخدام ثلاثة منهم على الأكثر. |